# 龍鳳書房
龍鳳書房（りゅうほうしょぼう）は、長野県長野市にある出版社。

## 概要
歴史や郷土史など、信州に関する書籍を中心に発行している。自費出版も請け負っている。

## 沿革
- 1993年（平成5年）4月6日 - 設立
- 2009年（平成21年）8月3日 - 現在地に移転

## 主要出版物
- 玄冬の戸隠　神聖なる時空の交叉する聖地（宮澤和穂 著）
- 安曇族と徐福（亀山勝 著）
- 安曇族と住吉の神（亀山勝 著）
- 弥生時代を拓いた安曇族（亀山勝 著）
- 図説穂高神社と安曇族（穂高神社 監修）
- 長野県近代民衆史の諸問題（上條宏之 監修）
- 信州民権運動と地方自治制（青柳直良 著）
- 信州女性史年表（中村竜子 編著）
- 花びらのような命 自由律俳人 松尾あつゆき 全俳句と長崎被爆体験（竹村あつお 著）
- 川中島合戦ウォーキングガイド（岡澤由往 監修）
- 戦国哀歌 甲越信戦録（岡澤由往 著）
- スキャンダラスな神々 妖術・飯縄の法と管狐　霊狐と天狗の合体大魔神（川副秀樹 著）
- 信州教育史再考（伴野敬一 著）
- 孤高の巨人が遺したもの（青柳直良 著）
- 信州だいすき 歩こう!しなの路（長野放送 発行）
- 検証 松本サリン事件報道（テレビ信州 編）
- 善光寺縁起集成（倉田邦雄 編 ）
- 闘う!地方自治（小山峰男 著）
- 御本陳藤屋（藤屋を愛する会 編）
- 宇宙の記憶 彗星捜索家の臨死体験（木内鶴彦 著）
- されど天界は変わらず 東京大学天文学教室諏訪疎開の記録（東京大学理学部天文学教室OB 編）
- 烈火の志士 市川千晃と信州私学「信学会」（山口真一 著）
- 季刊雑誌『信州自由人』（1号 - 10号）